# Ропотуха (річка)
Ропотуха — річка в Україні, в Уманському районі Черкаської області, ліва притока Ятрані (басейн Південного Бугу).

## Назва
За однією з версій назва утворилася від звуку, що створює своєю течією річка і який нагадує ропотіння (дзюрчання).

## Розташування
Бере початок у селі Ропотуха. Тече переважно на південний схід через село Фурманка і в селі Ладижинка  впадає у річку Ятрань, праву притоку Синюхи.